# 동명중학교 (강원)
동명중학교(東溟中學校)는 대한민국 강원특별자치도 강릉시 포남동에 있는 공립 중학교이다.

## 학교 연혁
- 1984년 12월 31일 : 30학급(남,여) 설립인가
- 1985년 3월 5일 : 제1회 입학식 (10개 학급, 620명)
- 1985년 10월 30일 : 개교식
- 2001년 12월 31일 : 급식소 신축 준공
- 2006년 12월 26일 : 솔메관(체육관) 준공
- 2024년 1월 5일 : 제37회 졸업식(졸업생 97명, 누계 14,062명)
- 2024년 3월 1일 : 제16대 민경숙 교장 취임
- 2024년 3월 1일 : 12학급 편성(특수학급 포함)
- 2024년 3월 4일 : 2024학년도 입학식(76명)

## 참고 자료
- 동명중학교 - 한국교육학술정보원 학교알리미